# Серена (Стилихонова жена)
Серена (умрла 409) је била, синовица цара Теодосија I, ћерка његовог брата Хонорија, и члан Теодосијеве династије
Цар Теодосије I је 384. године уговорио њену удају за војног официра у успону, Стилихона. Стилихонов брак са Сереном обезбедио је његову лојалност Теодосијевој династији у годинама које су уследиле.
Живела је на двору свог рођака Хонорија, одабрала је невесту за дворског песника Клаудијана и бринула се о Хоноријевој полусестри, њеној рођаки Гали Плацидији. Она и Стилихон су имали сина Еухерија и две ћерке Марију и Термантију, прву и другу жену цара Хонорија.
Према паганском историчару Зосиму, Серена је узела огрлицу са статуе Реје Силвије и ставила је на сопствени врат. Појавила се старица, последња Весталка, која је прекорила Серену и изрекла је казну за њен чин безбожништва. Серена је тада била предмет страшних снова који су јој предвиђали прерану смрт.
Стилихон је погубљен по Хоноријевом наређењу 408. године. Током опсаде Рима од стране Визигота следеће године, Серена је лажно оптужена за заверу са Готима и погубљена је уз сагласност Гале Плацидије.